# Gätterifirst
Der Gätterifirst ist ein Gipfelgrat im Schweizer Alpstein, hoch über Gams im St. Galler Rheintal mit einer Höhe von maximal 2099 m ü. M.
Der Gätterifirst bildet das westliche Ende der südlichsten Alpsteinkette, die vom Fänerenspitz bis Gulmen Folgendes umfasst: Kamor, Hoher Kasten, Stauberen, Hochhus, Saxer Lücke, Chrüzberg, Mutschen, Gätterifirst (von Nord nach Süd). Auf dem 1,7 km langen Abschnitt vom Wildhauser Gulmen bis zum kleinen Weg-Übergang vor dem Mutschen sind 6 Höhenpunkte von der Landestopographie kotiert, welche jedoch namenlos bleiben. Der höchste Punkt 2099 steht direkt neben dem Mutschen und erreicht mit 47 Metern über dem Wegübergang auf 2048 m nicht viel mehr als das Minimum für einen Nebengipfel. Hingegen ist der Grat überaus eindrücklich und nicht für Wanderer zugänglich; am Gätterifirst gibt es einige schwierige Kletterrouten.